# Selecció de futbol d'Hondures
La selecció de futbol d'Hondures representa a Hondures a les competicions internacionals de futbol. És controlada per la Federació Nacional Autònoma de Futbol d'Hondures. L'actual seleccionador és Reynaldo Rueda (des del 2006). Hondures ha aconseguit classificar-se per la Copa del Món del 1982, del 2010 i del 2014.

## Participacions en la Copa del Món
Campions      Finalistes      Tercers      Quarts
Un requadre vermell indica que eren amfitrions del campionat.
| Historial a la Copa del Món | Historial a la Copa del Món | Historial a la Copa del Món | Historial a la Copa del Món | Historial a la Copa del Món | Historial a la Copa del Món | Historial a la Copa del Món | Historial a la Copa del Món | Historial a la Copa del Món |
| Edició                      | Ronda                       | Posició                     | PJ                          | PG                          | PE                          | PP                          | GF                          | GC                          |
| --------------------------- | --------------------------- | --------------------------- | --------------------------- | --------------------------- | --------------------------- | --------------------------- | --------------------------- | --------------------------- |
| 1930                        | No hi participà             | No hi participà             | No hi participà             | No hi participà             | No hi participà             | No hi participà             | No hi participà             | No hi participà             |
| 1934                        | No hi participà             | No hi participà             | No hi participà             | No hi participà             | No hi participà             | No hi participà             | No hi participà             | No hi participà             |
| 1938                        | No hi participà             | No hi participà             | No hi participà             | No hi participà             | No hi participà             | No hi participà             | No hi participà             | No hi participà             |
| 1950                        | No hi participà             | No hi participà             | No hi participà             | No hi participà             | No hi participà             | No hi participà             | No hi participà             | No hi participà             |
| 1954                        | No hi participà             | No hi participà             | No hi participà             | No hi participà             | No hi participà             | No hi participà             | No hi participà             | No hi participà             |
| 1958                        | No hi participà             | No hi participà             | No hi participà             | No hi participà             | No hi participà             | No hi participà             | No hi participà             | No hi participà             |
| 1962                        | No es classificà            | No es classificà            | No es classificà            | No es classificà            | No es classificà            | No es classificà            | No es classificà            | No es classificà            |
| 1966                        | No es classificà            | No es classificà            | No es classificà            | No es classificà            | No es classificà            | No es classificà            | No es classificà            | No es classificà            |
| 1970                        | No es classificà            | No es classificà            | No es classificà            | No es classificà            | No es classificà            | No es classificà            | No es classificà            | No es classificà            |
| 1974                        | No es classificà            | No es classificà            | No es classificà            | No es classificà            | No es classificà            | No es classificà            | No es classificà            | No es classificà            |
| 1978                        | Hi renuncià                 | Hi renuncià                 | Hi renuncià                 | Hi renuncià                 | Hi renuncià                 | Hi renuncià                 | Hi renuncià                 | Hi renuncià                 |
| 1982                        | Primera fase                | 18s                         | 3                           | 0                           | 2                           | 1                           | 2                           | 3                           |
| 1986                        | No es classificà            | No es classificà            | No es classificà            | No es classificà            | No es classificà            | No es classificà            | No es classificà            | No es classificà            |
| 1990                        | No es classificà            | No es classificà            | No es classificà            | No es classificà            | No es classificà            | No es classificà            | No es classificà            | No es classificà            |
| 1994                        | No es classificà            | No es classificà            | No es classificà            | No es classificà            | No es classificà            | No es classificà            | No es classificà            | No es classificà            |
| 1998                        | No es classificà            | No es classificà            | No es classificà            | No es classificà            | No es classificà            | No es classificà            | No es classificà            | No es classificà            |
| 2002                        | No es classificà            | No es classificà            | No es classificà            | No es classificà            | No es classificà            | No es classificà            | No es classificà            | No es classificà            |
| 2006                        | No es classificà            | No es classificà            | No es classificà            | No es classificà            | No es classificà            | No es classificà            | No es classificà            | No es classificà            |
| 2010                        | Primera fase                | 30s                         | 3                           | 0                           | 1                           | 2                           | 0                           | 3                           |
| 2014                        | Primera fase                | 31s                         | 3                           | 0                           | 0                           | 3                           | 1                           | 8                           |
| 2018                        | No es classificà            | No es classificà            | No es classificà            | No es classificà            | No es classificà            | No es classificà            | No es classificà            | No es classificà            |
| 2022                        | No es classificà            | No es classificà            | No es classificà            | No es classificà            | No es classificà            | No es classificà            | No es classificà            | No es classificà            |
| 2026                        | Pendent                     | Pendent                     | Pendent                     | Pendent                     | Pendent                     | Pendent                     | Pendent                     | Pendent                     |
| 2030                        | Pendent                     | Pendent                     | Pendent                     | Pendent                     | Pendent                     | Pendent                     | Pendent                     | Pendent                     |
| 2034                        | Pendent                     | Pendent                     | Pendent                     | Pendent                     | Pendent                     | Pendent                     | Pendent                     | Pendent                     |
| Total                       | Primera fase                | Primera fase                | 9                           | 0                           | 3                           | 6                           | 3                           | 14                          |

## Copa d'Or de la CONCACAF
Hondures s'ha classificat 10 vegades de les 11 edicions de la Copa d'Or de la CONCACAF.
- 1991 - Subcampió
- 1993 - Primera fase
- 1996 - Primera fase
- 1998 - Primera fase
- 2000 - Quarts de final
- 2002 - No es classificà
- 2003 - Primera fase
- 2005 - Tercers
- 2007 - Quarts de final
- 2009 - Tercers
- 2011 - Semifinals
- 2013 - Semifinals
- 2015 - Primera fase
- 2017 - Quarts de final

## Copa Amèrica
- 1993 a 1999 - No convidat
- 2001 - Semifinals - 3r lloc
- 2004 a 2007 -No convidat

## Equip
Els següents 23 jugadors han estat convocats per la Copa del Món 2014
| Dorsal | Posició | Jugador            | Data de naixement/edat | Partits | Gols | Club                   |
| ------ | ------- | ------------------ | ---------------------- | ------- | ---- | ---------------------- |
| 1      | POR     | Luis López         | 13 de setembre de 1993 | 0       | 0    | Real España            |
| 18     | POR     | Noel Valladares    | 3 de maig de 1977      | 122     | 0    | Olimpia                |
| 22     | POR     | Donis Escober      | 3 de febrer de 1980    | 26      | 0    | Olimpia                |
| 2      | DEF     | Osman Chávez       | 29 de juliol de 1984   | 54      | 0    | Qingdao Jonoon         |
| 3      | DEF     | Maynor Figueroa    | 2 de maig de 1983      | 105     | 3    | Hull City              |
| 4      | DEF     | Juan Pablo Montes  | 26 d'octubre de 1985   | 11      | 1    | Motagua                |
| 5      | DEF     | Víctor Bernárdez   | 24 de maig de 1982     | 78      | 4    | San Jose Earthquakes   |
| 6      | DEF     | Juan Carlos García | 8 de març de 1988      | 34      | 1    | Wigan Athletic         |
| 7      | DEF     | Emilio Izaguirre   | 10 de maig de 1986     | 68      | 1    | Celtic                 |
| 21     | DEF     | Brayan Beckeles    | 28 de novembre de 1985 | 23      | 1    | Olimpia                |
| 8      | MIG     | Wilson Palacios    | 29 de juliol de 1984   | 95      | 6    | Stoke City             |
| 10     | MIG     | Mario Martínez     | 30 de juliol de 1989   | 37      | 3    | Herediano              |
| 12     | MIG     | Edder Delgado      | 20 de novembre de 1986 | 26      | 0    | Real España            |
| 14     | MIG     | Óscar García       | 4 de setembre de 1984  | 92      | 2    | Houston Dynamo         |
| 15     | MIG     | Roger Espinoza     | 25 d'octubre de 1986   | 42      | 5    | Wigan Athletic         |
| 17     | MIG     | Andy Najar         | 16 de març de 1993     | 17      | 1    | Anderlecht             |
| 19     | MIG     | Luis Garrido       | 5 de novembre de 1990  | 20      | 0    | Olimpia                |
| 20     | MIG     | Jorge Claros       | 8 de gener de 1986     | 49      | 3    | Motagua                |
| 23     | MIG     | Marvin Chávez      | 3 de novembre de 1983  | 42      | 4    | Chivas USA             |
| 9      | DAV     | Jerry Palacios     | 1 de novembre de 1981  | 24      | 5    | Alajuelense            |
| 11     | DAV     | Jerry Bengtson     | 8 d'abril de 1987      | 44      | 19   | New England Revolution |
| 13     | DAV     | Carlo Costly       | 18 de juliol de 1982   | 70      | 31   | Real España            |
| 16     | DAV     | Rony Martínez      | 16 d'octubre de 1988   | 12      | 1    | Real Sociedad          |